# Dzwonkowate

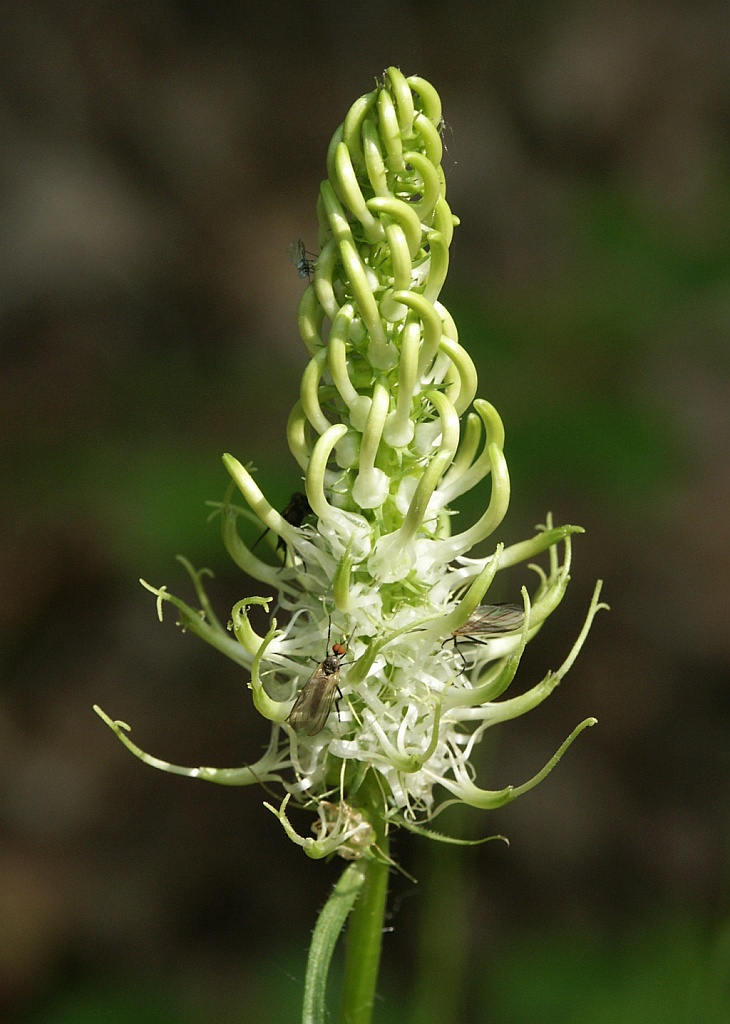
Zerwa kłosowa

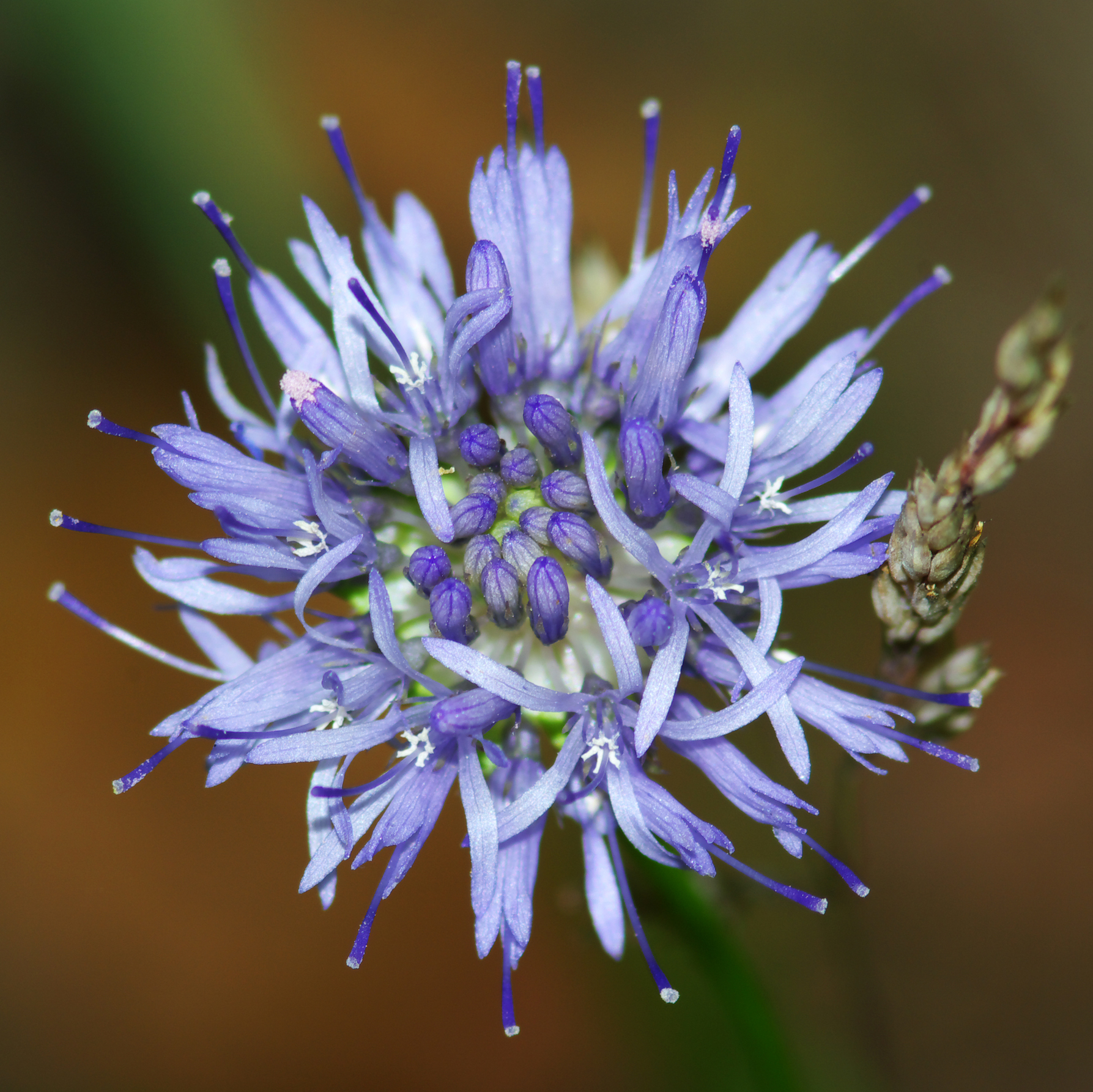
Jasieniec piaskowy

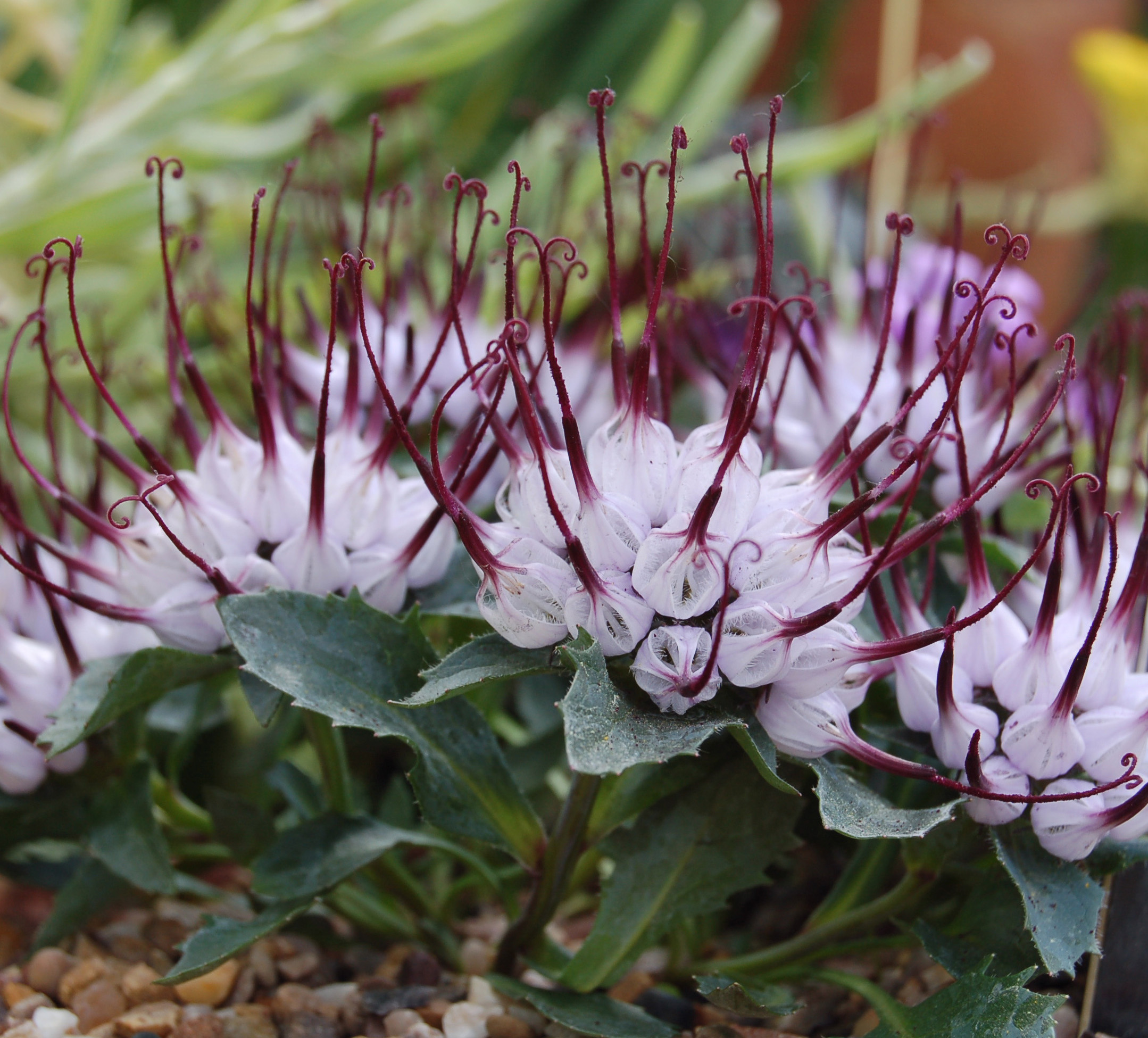
Physoplexis comosa

Dzwonkowate (Campanulaceae Juss.) – rodzina roślin należąca do rzędu astrowców (Asterales). Obejmuje 84 rodzaje z 2389 gatunkami. Rośliny te są rozprzestrzenione na wszystkich kontynentach z wyjątkiem Antarktydy, nie występują także na obszarach wielkich pustyń. 
Rośliny z tej rodziny wykorzystywane są głównie jako ozdobne. Niektóre są jadalne i stosowane jako lecznicze.

## Rozmieszczenie geograficzne
Rodzina niemal kosmopolityczna. Najszerszy zasięg niemal pokrywający się z zasięgiem całej rodziny ma podrodzina dzwonkowych Campanuloideae. Rośliny te rosną na wszystkich kontynentach z wyjątkiem Antarktydy. Brak ich na rozległych pustyniach, rzadkie są w południowo-zachodniej Azji i na Półwyspie Somalijskim, na znacznej części Ameryki Południowej, gdzie są najmniej zróżnicowane. Ośrodkiem zróżnicowania tej podrodziny jest Środkowa Azja i generalnie strefa umiarkowana na półkuli północnej, zwłaszcza w Eurazji. W Polsce podrodzinę tę reprezentują 23 gatunki dziko rosnące, dziczejące lub częściej uprawiane z rodzajów: dzwonecznik (Adenophora), dzwonek (Campanula), jasieniec (Jasione), rozwar (Platycodon), zerwa (Phyteuma), zwrotnica (Legousia).
Podobnie szeroki zasięg ma podrodzina lobeliowych Lobelioideae która jednak ma centrum zróżnicowania na półkuli południowej – w Afryce subsaharyjskiej, Ameryce Południowej oraz na wyspach Oceanii. Brak jej przedstawicieli w Afryce północnej, Azji zachodniej i północnej oraz na rozległych nizinach tropikalnych zajętych przez lasy równikowe (Amazonia i Kotlina Konga). W Polsce jedyny dziko rosnący przedstawiciel to lobelia jeziorna Lobelia dortmanna.
Pozostałe podrodziny mają ograniczony zasięg występowania. Cyphocarpoideae rosną tylko w Chile, Cyphioideae w południowej i wschodniej Afryce, Nemacladoideae w południowo-zachodniej części Stanów Zjednoczonych i w północno-zachodnim Meksyku.

## Morfologia
PokrójNajczęściej rośliny zielne (jednoroczne i byliny), rzadziej krzewy, pnącza i niewielkie (do 15 m wysokości) drzewa, często o pniach pachykaulicznych (grubych i słabo rozgałęzionych). Rośliny często ze spichrzowymi korzeniami i kłączami. Zwykle rośliny naziemne, rzadko epifity lub hydrofity. W łyku występują rurki mleczne (sok mleczny jest zwykle biały, rzadziej innego koloru) lub gromadzone są w nim polisacharydy, takie jak inulina.
LiścieNajczęściej skrętoległe, rzadko naprzeciwległe lub okółkowe (Ostrowskia). Często skupione w rozecie przyziemnej, pozbawione przylistków. Najczęściej ogonkowe, rzadziej siedzące, zwykle pojedyncze, rzadko pierzaste. Blaszka całobrzega lub w różny sposób ząbkowana lub klapowana.
KwiatyPromieniste lub grzbieciste i obupłciowe (jednopłciowe u niektórych gatunków Lobelia). Skupione są w różnych kwiatostanach: groniastych, kłosach, główkach, baldachach, wierzchotkach. Rzadko zdarzają się kwiaty epifiliczne (rozwijające się na liściach – Ruthiella). Zwykle osadzone są na szypułkach, rzadko są siedzące. Kielich składa się najczęściej z 5 zrośniętych i trwałych działek (rzadziej inna liczba z zakresu od 3 do 10), przylegających do zalążni lub tworzących hypancjum. Korona powstaje w wyniku zrośnięcia w różnym stopniu najczęściej 5 (rzadko inna liczba od 4 do 10) płatków, rzadko rozdęta woreczkowato lub w ostrogę zawierającą miodniki. W podrodzinie Lobelioideae korona jest grzbiecista, z górną wargą trójłatkową położoną u dołu (kwiat odwraca się w trakcie rozwoju) i górną wargą dwułatkową. Płatki mają najczęściej barwę niebieską, fioletową lub białą. Pręcików jest tyle co płatków i ustawione są względem nich przemiennie. Ich nitki są wolne lub w różnym stopniu zrastają się. Pylniki otwierają się podłużnymi pęknięciami. U wielu roślin z tej rodziny pyłek zbierany i wynoszony jest przez owłosioną szyjkę słupka w trakcie jej wzrostu między przytulonymi do niej główkami pręcików. Zalążnia jest najczęściej dolna, rzadziej wpół dolna lub górna, powstaje z dwóch do pięciu owocolistków, tworzących pojedynczą lub liczne komory (do 10). Szyjka słupka zwieńczona jest taką liczbą znamion, ile jest owocolistków (znamiona te są stulone w trakcie wzrostu słupka między pręcikami, tak by uniknąć samozapylenia).
OwoceTorebki otwierające się bocznymi porami lub klapami, rzadko jagody, zwykle z licznymi, drobnymi nasionami.

## Zastosowanie
Najbardziej istotne znaczenie ekonomiczne w rodzinie mają rośliny ozdobne. Liczni przedstawiciele rodziny uprawiani są jako rośliny ozdobne, zwłaszcza z rodzajów: dzwonek, lobelia, rozwar i trachelium, ale także: dzwonecznik, asynema, Brighamia, dzwonkowiec, dzwonczyn, Hippobroma, jasieniec, zwrotnica, Michauxia, zerwa, azoryna i izotoma. Favratia i alpejskie gatunki dzwonków są popularnie uprawiane w ogrodach skalnych. W odróżnieniu od wielu innych grup roślin ozdobnych dzwonkowate wyróżniają się tym, że uprawiane są zwykle gatunki botaniczne – relatywnie mało tu odmian ozdobnych.
Niektóre gatunki (np. Canarina canariensis) mają jadalne owoce, a większość dzwonkowatych ma jadalne liście i korzenie. Szczególnie bogate w witaminę C liście ma Campanula versicolor, do sałatek dodaje się też liście dzwonka szerokolistnego i jednostronnego. Dzwonek rapunkuł uprawiany był nawet jako warzywo w postaci odmiany o spichrzowym korzeniu, ale po zaniechaniu upraw, odmiana ta zaginęła. Cenione, słodkie w smaku korzenie mają dzwoneczniki. Rozwar wielkokwiatowy spożywany był we wschodniej Azji.
Niektóre rodzaje wykorzystywane są w lecznictwie. Lobelia rozdęta jest komercyjnym źródłem lobeliny wykorzystywanej w terapii antyastmatycznej i zwalczaniu uzależnienia od nikotyny. Dzwonkowiec kosmaty Codonopsis pilosula subsp. tangshen używany jest w Chinach jako zamiennik żeń-szenia. Także korzeń rozwaru wielkokwiatowego wykorzystywany jest w medycynie wschodniej Azji.

## Systematyka
W różnych systemach zaliczane tu współcześnie rośliny rozdzielane były do dwóch rodzin – dzwonkowatych Campanulaceae i lobeliowatych Lobeliaceae. Jeszcze system APG II z 2003 utrzymywał ten podział jako zasadny. Począwszy od systemu APG III z 2009 obie te grupy są łączone w jedną rodzinę ze względu na istotne podobieństwa wynikające z bliskiego pokrewieństwa. Relacje filogenetyczne i podział na podrodziny stabilizuje się stopniowo w miarę publikowania kolejnych molekularnych analiz filogenetycznych. Problematyczny i czekający na rewizję jest podział na rodzaje, ponieważ wiele z tradycyjnie wyróżnianych nie stanowi taksonów monofiletycznych. Rewizji i rozszerzenia wymagają zwłaszcza rodzaje Campanula, Lobelia i Wahlenbergia.  
Pozycja systematyczna według APweb (aktualizowany system APG IV z 2016)
|  | Rousseaceae                 |
|  |                             |
|  | Campanulaceae – dzwonkowate |
|  |                             |

|  | Alseuosmiaceae                                                  |
|  |                                                                 |
|  | \| \| Phellinaceae \| \| \| \| \| \| Argophyllaceae \| \| \| \| |
|  |                                                                 |
|  | Phellinaceae                                                    |
|  |                                                                 |
|  | Argophyllaceae                                                  |
|  |                                                                 |

|  | Phellinaceae   |
|  |                |
|  | Argophyllaceae |
|  |                |

|  | Goodeniaceae                                                            |
|  |                                                                         |
|  | \| \| Asteraceae – astrowate \| \| \| \| \| \| Calyceraceae \| \| \| \| |
|  |                                                                         |
|  | Asteraceae – astrowate                                                  |
|  |                                                                         |
|  | Calyceraceae                                                            |
|  |                                                                         |

|  | Asteraceae – astrowate |
|  |                        |
|  | Calyceraceae           |
|  |                        |

|  | Goodeniaceae                                                            |
|  |                                                                         |
|  | \| \| Asteraceae – astrowate \| \| \| \| \| \| Calyceraceae \| \| \| \| |
|  |                                                                         |
|  | Asteraceae – astrowate                                                  |
|  |                                                                         |
|  | Calyceraceae                                                            |
|  |                                                                         |

|  | Asteraceae – astrowate |
|  |                        |
|  | Calyceraceae           |
|  |                        |

|  | Goodeniaceae                                                            |
|  |                                                                         |
|  | \| \| Asteraceae – astrowate \| \| \| \| \| \| Calyceraceae \| \| \| \| |
|  |                                                                         |
|  | Asteraceae – astrowate                                                  |
|  |                                                                         |
|  | Calyceraceae                                                            |
|  |                                                                         |

|  | Asteraceae – astrowate |
|  |                        |
|  | Calyceraceae           |
|  |                        |

|  | Goodeniaceae                                                            |
|  |                                                                         |
|  | \| \| Asteraceae – astrowate \| \| \| \| \| \| Calyceraceae \| \| \| \| |
|  |                                                                         |
|  | Asteraceae – astrowate                                                  |
|  |                                                                         |
|  | Calyceraceae                                                            |
|  |                                                                         |

|  | Asteraceae – astrowate |
|  |                        |
|  | Calyceraceae           |
|  |                        |

|  | Alseuosmiaceae                                                  |
|  |                                                                 |
|  | \| \| Phellinaceae \| \| \| \| \| \| Argophyllaceae \| \| \| \| |
|  |                                                                 |
|  | Phellinaceae                                                    |
|  |                                                                 |
|  | Argophyllaceae                                                  |
|  |                                                                 |

|  | Phellinaceae   |
|  |                |
|  | Argophyllaceae |
|  |                |

|  | Goodeniaceae                                                            |
|  |                                                                         |
|  | \| \| Asteraceae – astrowate \| \| \| \| \| \| Calyceraceae \| \| \| \| |
|  |                                                                         |
|  | Asteraceae – astrowate                                                  |
|  |                                                                         |
|  | Calyceraceae                                                            |
|  |                                                                         |

|  | Asteraceae – astrowate |
|  |                        |
|  | Calyceraceae           |
|  |                        |

|  | Goodeniaceae                                                            |
|  |                                                                         |
|  | \| \| Asteraceae – astrowate \| \| \| \| \| \| Calyceraceae \| \| \| \| |
|  |                                                                         |
|  | Asteraceae – astrowate                                                  |
|  |                                                                         |
|  | Calyceraceae                                                            |
|  |                                                                         |

|  | Asteraceae – astrowate |
|  |                        |
|  | Calyceraceae           |
|  |                        |

|  | Goodeniaceae                                                            |
|  |                                                                         |
|  | \| \| Asteraceae – astrowate \| \| \| \| \| \| Calyceraceae \| \| \| \| |
|  |                                                                         |
|  | Asteraceae – astrowate                                                  |
|  |                                                                         |
|  | Calyceraceae                                                            |
|  |                                                                         |

|  | Asteraceae – astrowate |
|  |                        |
|  | Calyceraceae           |
|  |                        |

|  | Goodeniaceae                                                            |
|  |                                                                         |
|  | \| \| Asteraceae – astrowate \| \| \| \| \| \| Calyceraceae \| \| \| \| |
|  |                                                                         |
|  | Asteraceae – astrowate                                                  |
|  |                                                                         |
|  | Calyceraceae                                                            |
|  |                                                                         |

|  | Asteraceae – astrowate |
|  |                        |
|  | Calyceraceae           |
|  |                        |

|  | Alseuosmiaceae                                                  |
|  |                                                                 |
|  | \| \| Phellinaceae \| \| \| \| \| \| Argophyllaceae \| \| \| \| |
|  |                                                                 |
|  | Phellinaceae                                                    |
|  |                                                                 |
|  | Argophyllaceae                                                  |
|  |                                                                 |

|  | Phellinaceae   |
|  |                |
|  | Argophyllaceae |
|  |                |

|  | Goodeniaceae                                                            |
|  |                                                                         |
|  | \| \| Asteraceae – astrowate \| \| \| \| \| \| Calyceraceae \| \| \| \| |
|  |                                                                         |
|  | Asteraceae – astrowate                                                  |
|  |                                                                         |
|  | Calyceraceae                                                            |
|  |                                                                         |

|  | Asteraceae – astrowate |
|  |                        |
|  | Calyceraceae           |
|  |                        |

|  | Goodeniaceae                                                            |
|  |                                                                         |
|  | \| \| Asteraceae – astrowate \| \| \| \| \| \| Calyceraceae \| \| \| \| |
|  |                                                                         |
|  | Asteraceae – astrowate                                                  |
|  |                                                                         |
|  | Calyceraceae                                                            |
|  |                                                                         |

|  | Asteraceae – astrowate |
|  |                        |
|  | Calyceraceae           |
|  |                        |

|  | Goodeniaceae                                                            |
|  |                                                                         |
|  | \| \| Asteraceae – astrowate \| \| \| \| \| \| Calyceraceae \| \| \| \| |
|  |                                                                         |
|  | Asteraceae – astrowate                                                  |
|  |                                                                         |
|  | Calyceraceae                                                            |
|  |                                                                         |

|  | Asteraceae – astrowate |
|  |                        |
|  | Calyceraceae           |
|  |                        |

|  | Goodeniaceae                                                            |
|  |                                                                         |
|  | \| \| Asteraceae – astrowate \| \| \| \| \| \| Calyceraceae \| \| \| \| |
|  |                                                                         |
|  | Asteraceae – astrowate                                                  |
|  |                                                                         |
|  | Calyceraceae                                                            |
|  |                                                                         |

|  | Asteraceae – astrowate |
|  |                        |
|  | Calyceraceae           |
|  |                        |

|  | Alseuosmiaceae                                                  |
|  |                                                                 |
|  | \| \| Phellinaceae \| \| \| \| \| \| Argophyllaceae \| \| \| \| |
|  |                                                                 |
|  | Phellinaceae                                                    |
|  |                                                                 |
|  | Argophyllaceae                                                  |
|  |                                                                 |

|  | Phellinaceae   |
|  |                |
|  | Argophyllaceae |
|  |                |

|  | Goodeniaceae                                                            |
|  |                                                                         |
|  | \| \| Asteraceae – astrowate \| \| \| \| \| \| Calyceraceae \| \| \| \| |
|  |                                                                         |
|  | Asteraceae – astrowate                                                  |
|  |                                                                         |
|  | Calyceraceae                                                            |
|  |                                                                         |

|  | Asteraceae – astrowate |
|  |                        |
|  | Calyceraceae           |
|  |                        |

|  | Goodeniaceae                                                            |
|  |                                                                         |
|  | \| \| Asteraceae – astrowate \| \| \| \| \| \| Calyceraceae \| \| \| \| |
|  |                                                                         |
|  | Asteraceae – astrowate                                                  |
|  |                                                                         |
|  | Calyceraceae                                                            |
|  |                                                                         |

|  | Asteraceae – astrowate |
|  |                        |
|  | Calyceraceae           |
|  |                        |

|  | Goodeniaceae                                                            |
|  |                                                                         |
|  | \| \| Asteraceae – astrowate \| \| \| \| \| \| Calyceraceae \| \| \| \| |
|  |                                                                         |
|  | Asteraceae – astrowate                                                  |
|  |                                                                         |
|  | Calyceraceae                                                            |
|  |                                                                         |

|  | Asteraceae – astrowate |
|  |                        |
|  | Calyceraceae           |
|  |                        |

|  | Goodeniaceae                                                            |
|  |                                                                         |
|  | \| \| Asteraceae – astrowate \| \| \| \| \| \| Calyceraceae \| \| \| \| |
|  |                                                                         |
|  | Asteraceae – astrowate                                                  |
|  |                                                                         |
|  | Calyceraceae                                                            |
|  |                                                                         |

|  | Asteraceae – astrowate |
|  |                        |
|  | Calyceraceae           |
|  |                        |

|  | Rousseaceae                 |
|  |                             |
|  | Campanulaceae – dzwonkowate |
|  |                             |

|  | Alseuosmiaceae                                                  |
|  |                                                                 |
|  | \| \| Phellinaceae \| \| \| \| \| \| Argophyllaceae \| \| \| \| |
|  |                                                                 |
|  | Phellinaceae                                                    |
|  |                                                                 |
|  | Argophyllaceae                                                  |
|  |                                                                 |

|  | Phellinaceae   |
|  |                |
|  | Argophyllaceae |
|  |                |

|  | Goodeniaceae                                                            |
|  |                                                                         |
|  | \| \| Asteraceae – astrowate \| \| \| \| \| \| Calyceraceae \| \| \| \| |
|  |                                                                         |
|  | Asteraceae – astrowate                                                  |
|  |                                                                         |
|  | Calyceraceae                                                            |
|  |                                                                         |

|  | Asteraceae – astrowate |
|  |                        |
|  | Calyceraceae           |
|  |                        |

|  | Goodeniaceae                                                            |
|  |                                                                         |
|  | \| \| Asteraceae – astrowate \| \| \| \| \| \| Calyceraceae \| \| \| \| |
|  |                                                                         |
|  | Asteraceae – astrowate                                                  |
|  |                                                                         |
|  | Calyceraceae                                                            |
|  |                                                                         |

|  | Asteraceae – astrowate |
|  |                        |
|  | Calyceraceae           |
|  |                        |

|  | Goodeniaceae                                                            |
|  |                                                                         |
|  | \| \| Asteraceae – astrowate \| \| \| \| \| \| Calyceraceae \| \| \| \| |
|  |                                                                         |
|  | Asteraceae – astrowate                                                  |
|  |                                                                         |
|  | Calyceraceae                                                            |
|  |                                                                         |

|  | Asteraceae – astrowate |
|  |                        |
|  | Calyceraceae           |
|  |                        |

|  | Goodeniaceae                                                            |
|  |                                                                         |
|  | \| \| Asteraceae – astrowate \| \| \| \| \| \| Calyceraceae \| \| \| \| |
|  |                                                                         |
|  | Asteraceae – astrowate                                                  |
|  |                                                                         |
|  | Calyceraceae                                                            |
|  |                                                                         |

|  | Asteraceae – astrowate |
|  |                        |
|  | Calyceraceae           |
|  |                        |

|  | Alseuosmiaceae                                                  |
|  |                                                                 |
|  | \| \| Phellinaceae \| \| \| \| \| \| Argophyllaceae \| \| \| \| |
|  |                                                                 |
|  | Phellinaceae                                                    |
|  |                                                                 |
|  | Argophyllaceae                                                  |
|  |                                                                 |

|  | Phellinaceae   |
|  |                |
|  | Argophyllaceae |
|  |                |

|  | Goodeniaceae                                                            |
|  |                                                                         |
|  | \| \| Asteraceae – astrowate \| \| \| \| \| \| Calyceraceae \| \| \| \| |
|  |                                                                         |
|  | Asteraceae – astrowate                                                  |
|  |                                                                         |
|  | Calyceraceae                                                            |
|  |                                                                         |

|  | Asteraceae – astrowate |
|  |                        |
|  | Calyceraceae           |
|  |                        |

|  | Goodeniaceae                                                            |
|  |                                                                         |
|  | \| \| Asteraceae – astrowate \| \| \| \| \| \| Calyceraceae \| \| \| \| |
|  |                                                                         |
|  | Asteraceae – astrowate                                                  |
|  |                                                                         |
|  | Calyceraceae                                                            |
|  |                                                                         |

|  | Asteraceae – astrowate |
|  |                        |
|  | Calyceraceae           |
|  |                        |

|  | Goodeniaceae                                                            |
|  |                                                                         |
|  | \| \| Asteraceae – astrowate \| \| \| \| \| \| Calyceraceae \| \| \| \| |
|  |                                                                         |
|  | Asteraceae – astrowate                                                  |
|  |                                                                         |
|  | Calyceraceae                                                            |
|  |                                                                         |

|  | Asteraceae – astrowate |
|  |                        |
|  | Calyceraceae           |
|  |                        |

|  | Goodeniaceae                                                            |
|  |                                                                         |
|  | \| \| Asteraceae – astrowate \| \| \| \| \| \| Calyceraceae \| \| \| \| |
|  |                                                                         |
|  | Asteraceae – astrowate                                                  |
|  |                                                                         |
|  | Calyceraceae                                                            |
|  |                                                                         |

|  | Asteraceae – astrowate |
|  |                        |
|  | Calyceraceae           |
|  |                        |

|  | Alseuosmiaceae                                                  |
|  |                                                                 |
|  | \| \| Phellinaceae \| \| \| \| \| \| Argophyllaceae \| \| \| \| |
|  |                                                                 |
|  | Phellinaceae                                                    |
|  |                                                                 |
|  | Argophyllaceae                                                  |
|  |                                                                 |

|  | Phellinaceae   |
|  |                |
|  | Argophyllaceae |
|  |                |

|  | Goodeniaceae                                                            |
|  |                                                                         |
|  | \| \| Asteraceae – astrowate \| \| \| \| \| \| Calyceraceae \| \| \| \| |
|  |                                                                         |
|  | Asteraceae – astrowate                                                  |
|  |                                                                         |
|  | Calyceraceae                                                            |
|  |                                                                         |

|  | Asteraceae – astrowate |
|  |                        |
|  | Calyceraceae           |
|  |                        |

|  | Goodeniaceae                                                            |
|  |                                                                         |
|  | \| \| Asteraceae – astrowate \| \| \| \| \| \| Calyceraceae \| \| \| \| |
|  |                                                                         |
|  | Asteraceae – astrowate                                                  |
|  |                                                                         |
|  | Calyceraceae                                                            |
|  |                                                                         |

|  | Asteraceae – astrowate |
|  |                        |
|  | Calyceraceae           |
|  |                        |

|  | Goodeniaceae                                                            |
|  |                                                                         |
|  | \| \| Asteraceae – astrowate \| \| \| \| \| \| Calyceraceae \| \| \| \| |
|  |                                                                         |
|  | Asteraceae – astrowate                                                  |
|  |                                                                         |
|  | Calyceraceae                                                            |
|  |                                                                         |

|  | Asteraceae – astrowate |
|  |                        |
|  | Calyceraceae           |
|  |                        |

|  | Goodeniaceae                                                            |
|  |                                                                         |
|  | \| \| Asteraceae – astrowate \| \| \| \| \| \| Calyceraceae \| \| \| \| |
|  |                                                                         |
|  | Asteraceae – astrowate                                                  |
|  |                                                                         |
|  | Calyceraceae                                                            |
|  |                                                                         |

|  | Asteraceae – astrowate |
|  |                        |
|  | Calyceraceae           |
|  |                        |

|  | Alseuosmiaceae                                                  |
|  |                                                                 |
|  | \| \| Phellinaceae \| \| \| \| \| \| Argophyllaceae \| \| \| \| |
|  |                                                                 |
|  | Phellinaceae                                                    |
|  |                                                                 |
|  | Argophyllaceae                                                  |
|  |                                                                 |

|  | Phellinaceae   |
|  |                |
|  | Argophyllaceae |
|  |                |

|  | Goodeniaceae                                                            |
|  |                                                                         |
|  | \| \| Asteraceae – astrowate \| \| \| \| \| \| Calyceraceae \| \| \| \| |
|  |                                                                         |
|  | Asteraceae – astrowate                                                  |
|  |                                                                         |
|  | Calyceraceae                                                            |
|  |                                                                         |

|  | Asteraceae – astrowate |
|  |                        |
|  | Calyceraceae           |
|  |                        |

|  | Goodeniaceae                                                            |
|  |                                                                         |
|  | \| \| Asteraceae – astrowate \| \| \| \| \| \| Calyceraceae \| \| \| \| |
|  |                                                                         |
|  | Asteraceae – astrowate                                                  |
|  |                                                                         |
|  | Calyceraceae                                                            |
|  |                                                                         |

|  | Asteraceae – astrowate |
|  |                        |
|  | Calyceraceae           |
|  |                        |

|  | Goodeniaceae                                                            |
|  |                                                                         |
|  | \| \| Asteraceae – astrowate \| \| \| \| \| \| Calyceraceae \| \| \| \| |
|  |                                                                         |
|  | Asteraceae – astrowate                                                  |
|  |                                                                         |
|  | Calyceraceae                                                            |
|  |                                                                         |

|  | Asteraceae – astrowate |
|  |                        |
|  | Calyceraceae           |
|  |                        |

|  | Goodeniaceae                                                            |
|  |                                                                         |
|  | \| \| Asteraceae – astrowate \| \| \| \| \| \| Calyceraceae \| \| \| \| |
|  |                                                                         |
|  | Asteraceae – astrowate                                                  |
|  |                                                                         |
|  | Calyceraceae                                                            |
|  |                                                                         |

|  | Asteraceae – astrowate |
|  |                        |
|  | Calyceraceae           |
|  |                        |

Podział rodziny według Angiosperm Phylogeny Website i GRIN
|  | Cyphioideae    |
|  |                |
|  | Campanuloideae |
|  |                |

|  | Lobelioideae                                                       |
|  |                                                                    |
|  | \| \| Cyphocarpoideae \| \| \| \| \| \| Nemacladoideae \| \| \| \| |
|  |                                                                    |
|  | Cyphocarpoideae                                                    |
|  |                                                                    |
|  | Nemacladoideae                                                     |
|  |                                                                    |

|  | Cyphocarpoideae |
|  |                 |
|  | Nemacladoideae  |
|  |                 |

|  | Cyphioideae    |
|  |                |
|  | Campanuloideae |
|  |                |

|  | Lobelioideae                                                       |
|  |                                                                    |
|  | \| \| Cyphocarpoideae \| \| \| \| \| \| Nemacladoideae \| \| \| \| |
|  |                                                                    |
|  | Cyphocarpoideae                                                    |
|  |                                                                    |
|  | Nemacladoideae                                                     |
|  |                                                                    |

|  | Cyphocarpoideae |
|  |                 |
|  | Nemacladoideae  |
|  |                 |

Podrodzina Cyphioideae Schönland
- Cyphia P.J. Bergius

Podrodzina Campanuloideae Burnett

- Adenophora Fischer – dzwonecznik
- Asyneuma Grisebach & Schenck – asynema
- Azorina Feer – azoryna
- Berenice L.R. Tulasne
- Campanula L. – dzwonek
- Canarina L. – kanaryna[11]

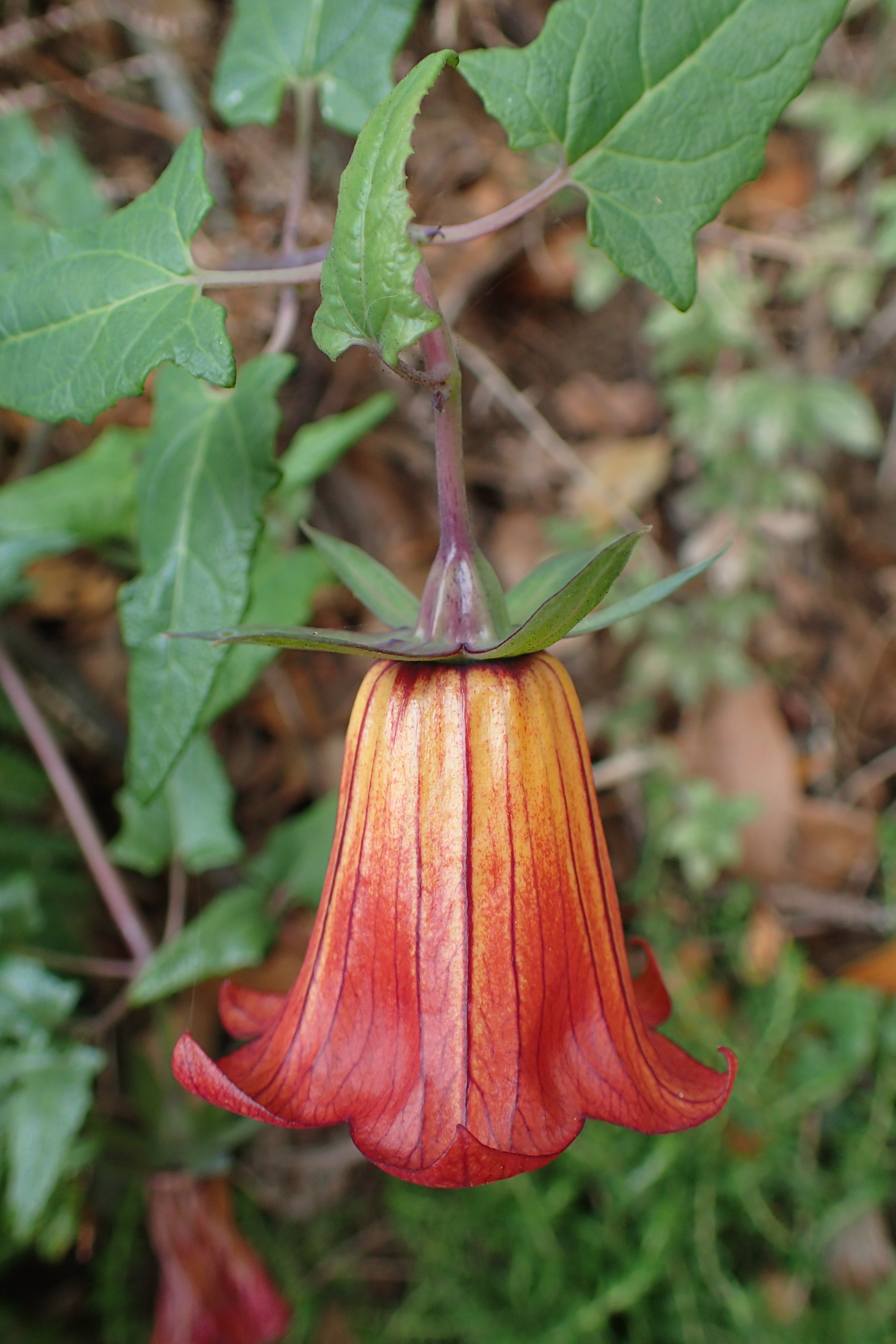
Canarina canariensis

- Codonopsis Wallich – dzwonkowiec, konodopsis[12], dzwonistęp[5]
- Craterocapsa Hilliard & B.L. Burtt
- Cryptocodon Fedorov
- Cyananthus Bentham – cyjant[12][13]
- Cyclocodon Griffiths
- Cylindrocarpa Regel
- Echinocodon D.Y. Hong
- Edraianthus A. de Candolle – dzwonczyn[12]
- Favratia Feer
- Feeria Buser
- Githopsis Nuttall
- Gunillaea Thulin
- Hanabusaya Nakai
- Heterochaenia A. de Candolle
- Heterocodon Nuttall
- Homocodon D.Y. Hong
- Jasione L. – jasieniec
- Kericodon Cupido
- Legousia Durande – zwrotnica
- Merciera A. de Candolle
- Michauxia L'Héritier
- Microcodon A. de Candolle
- Muehlbergella Feer
- Musschia Dumortier
- Namacodon Thulin
- Nesocodon Thulin
- Ostrowskia Regel
- Peracarpa J.D. Hooker & Thomson
- Petromarula R. Hedwig
- Physoplexis (Endlicher) Schur
- Phyteuma L. – zerwa
- Platycodon A. DC. – rozwar
- Prismatocarpus L'Héritier
- Rhigiophyllum Hochstetter
- Roella L. – roela[11]
- Sachokiella Kolakovski
- Sergia Fedorov
- Siphocodon Turczanowicz
- Theilera E. Phillips
- Theodorovia Kolakovski
- Trachelium L. – trachelium[12], szyjnik[11]
- Treichelia Vatke
- Triodanis Rafinesque
- Wahlenbergia Schrad. ex Roth – walenbergia
- Zeugandra P.H. Davis

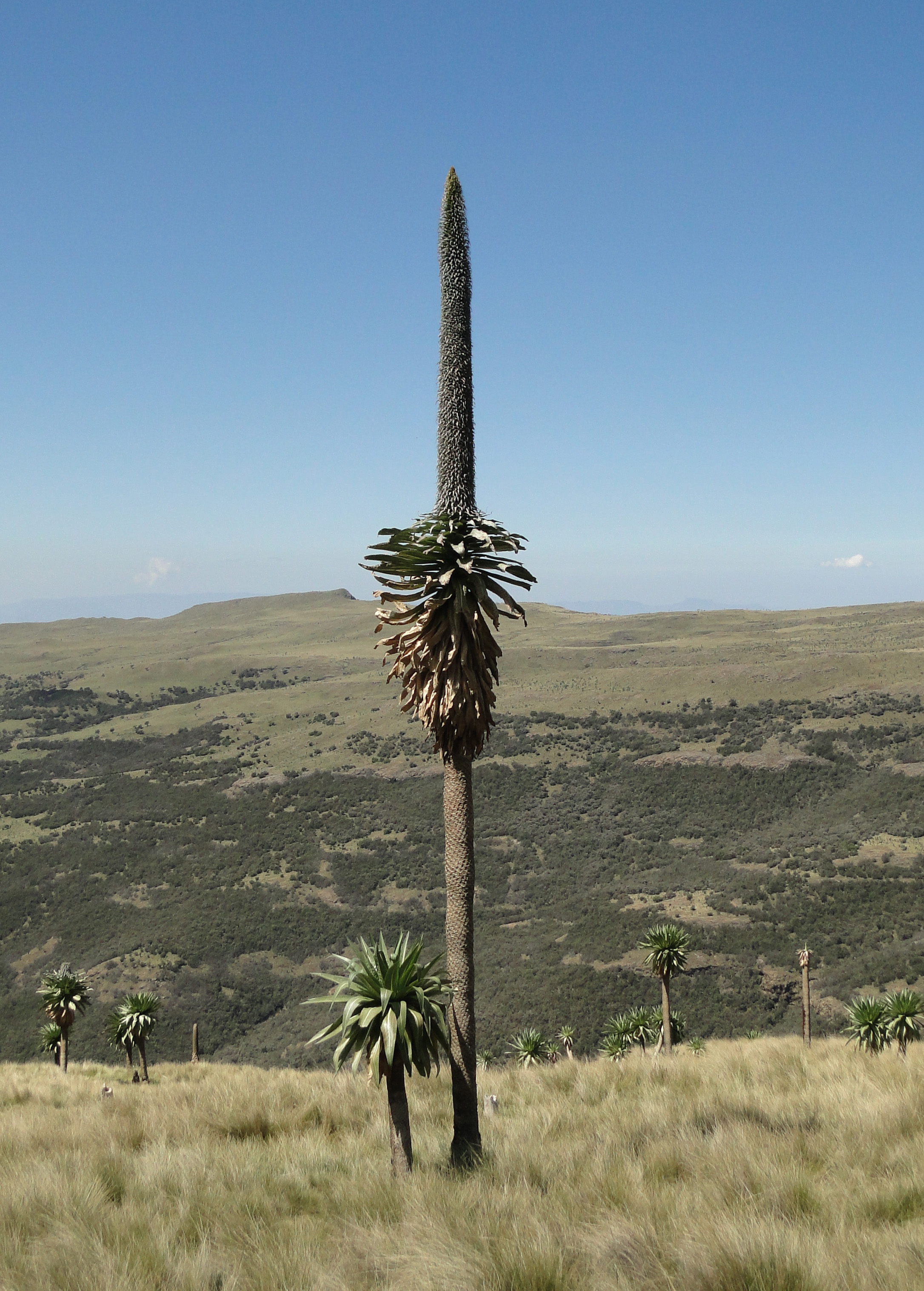
Lobelia rhynchopetalum

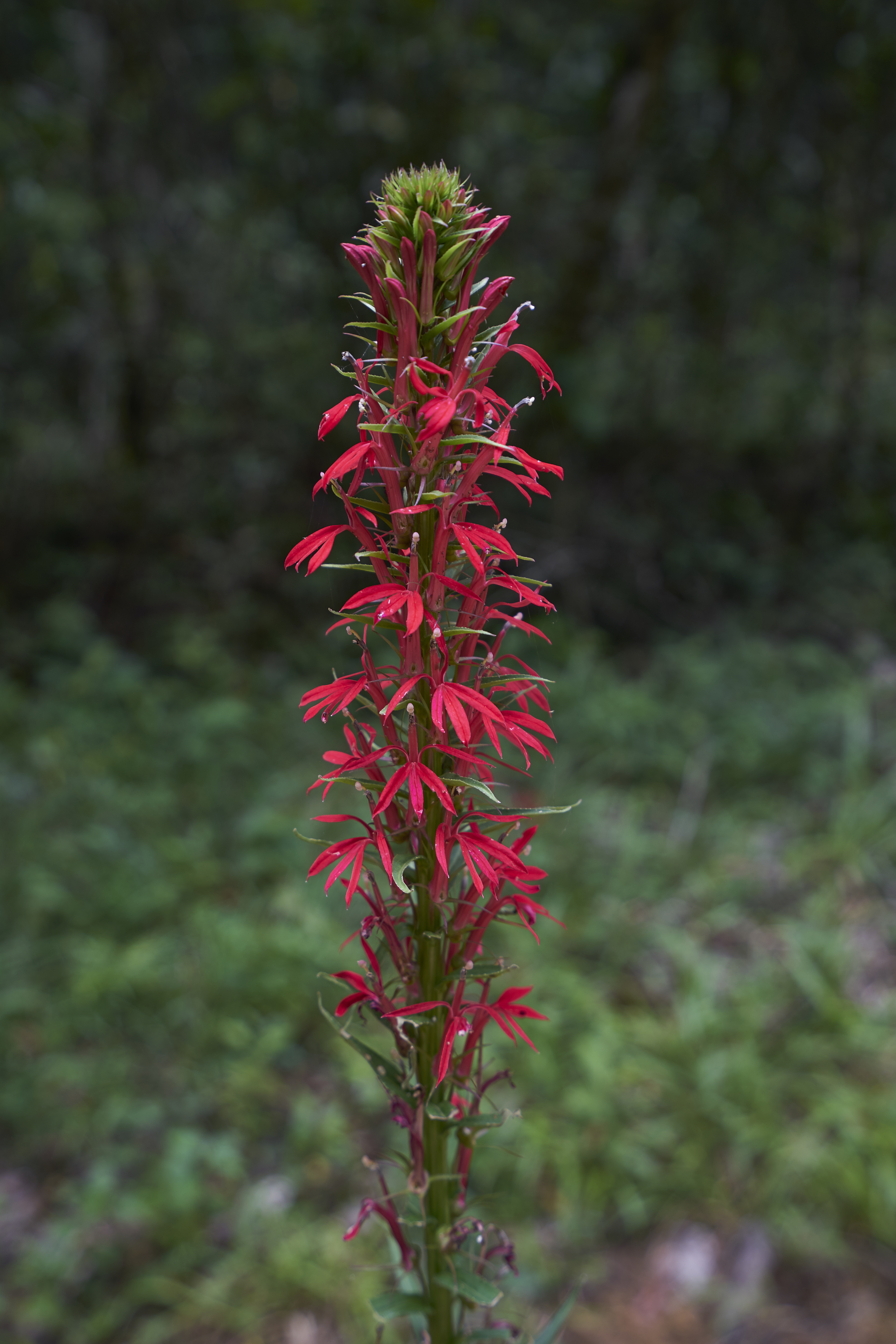
Lobelia cardinalis

Podrodzina Lobelioideae Schönland – lobeliowe

- Apetahia Baillon
- Brighamia A. Gray
- Burmeistera Triana
- Centropogon C. Presl
- Clermontia Gaudichaud
- Cyanea Gaudichaud
- Delissea Gaudichaud
- Dialypetalum Bentham
- Diastatea Scheidw.
- Dielsantha E. Wimmer
- Downingia Torrey
- Grammatotheca C. Presl
- Heterotoma Zuccarini
- Hippobroma G. Don
- Howellia A. Gray
- Isotoma (R. Brown) Lindley – izotoma
- Legenere McVaugh
- Lobelia L. – lobelia, stroiczka
- Lysipomia Kunth
- Monopsis Salisbury
- Palmerella A. Gray
- Porterella Torrey
- Ruthiella van Steenis
- Sclerotheca A. de Candolle
- Siphocampylus Pohl
- Solenopsis C. Presl
- Trematolobelia Zahlbruckner
- Unigenes E. Wimmer
- Wimmerella L. Serra, M.B. Crespo et T.G. Lammers

Podrodzina Cyphocarpoideae Gustafsson
- Cyphocarpus Miers

Podrodzina Nemacladoideae M.H.G. Gustafsson – podrodzina wyróżniona w 1998 w wyniku badań genomu chloroplastowego. Wcześniej zaliczane tu rodzaje włączano do podrodziny Cyphioideae, co w świetle nowych danych o filogenezie czyniło z tej podrodziny takson parafiletyczny. Należą tu trzy rodzaje roślin jednorocznych, rzadziej bylin, występujące w południowo-zachodniej części USA i w Meksyku. 
- Nemacladus Nuttall
- Parishella A. Gray
- Pseudonemacladus McVaugh

Pozycja w systemie Reveala (1993–1999)
Gromada okrytonasienne (Magnoliophyta Cronquist), podgromada Magnoliophytina Frohne & U. Jensen ex Reveal, klasa Rosopsida Batsch, podklasa astrowe (Asteridae Takht.), nadrząd Campanulananae Takht. ex Reveal, rząd dzwonkowce Campanulales Rchb. f., podrząd Campanilineae Raf., rodzina dzwonkowate (Campanulaceae Juss.).
Pozycja w systemie Cronquista (1981)
Gromada okrytonasienne, klasa Magnoliopsida, podklasa Asteridae, rząd dzwonkowce (Campanulales), rodzina dzwonkowate (Campanulaceae).
Pozycja w systemie Takhtajana
Gromada okrytonasienne, klasa Magnoliopsida podklasa Asteridae, nadrząd Campanulanae, rząd dzwonkowce (Campanulales), rodzina dzwonkowate (Campanulaceae).